# Pie de Delessert
Pica bottanensis
Espèce
Statut de conservation UICN

 LC  : Préoccupation mineure
La Pie de Delessert (Pica bottanensis) est une espèce de passereaux de la famille des Corvidae.
Elle se distingue de la pie bavarde par son croupion noir, sa queue plus courte, son bec plus épais et son plumage plus terne.
Son aire s'étend du Bhoutan (d'où son épithète spécifique) vers l'est à travers l'Himalaya et les monts du centre de la Chine.

## Taxonomie
Le nom valide complet (avec auteur) de ce taxon est Pica bottanensis Delessert, 1840.